# Мончалово (сельское поселение Чертолино)
Монча́лово — деревня в Ржевском районе Тверской области. Относится к сельскому поселению «Чертолино».

## География
Расположена в 14 км (по прямой) к западу от города Ржева, в 2 км от посёлка (станции) Мончалово.

## История
В Списке населенных мест Тверской губернии 1859 года в Ржевском уезде по Бельскому тракту владельческая деревня Молчаново, 10 дворов, 90 жителей.
По списку селений Ржевского уезда 1915 года в деревне Мончалово Становской волости 29 дворов, 199 жителей. Она входила в приход Никольского (на Сишке) погоста (см. Кокошкино).
В 1940 году Мончалово в составе Быковского сельсовета Ржевского района Калининской области.
Во время Великой Отечественной войны окрестности деревни (Мончаловские леса) были местом ожесточённых боёв в начале зимы 1942 года. Здесь после неудачного наступления на Ржев бились в окружении и понесли огромные потери воины 29-й армии и некоторых частей 39-й армии.
Во время войны и в послевоенные годы вокруг Мончалова исчезли деревни Окороково, Филимоново, Кавезино, Прысково, Гончары, Быково, Ерзово.
В 1997 году — 8 хозяйств, 13 жителей.

## Население
| 2008 | 2010 |
| ---- | ---- |
| 5    | ↘1   |

## Воинское захоронение
Братская могила находится в 300 м западнее деревни. Дата создания захоронения — 1954 год.
По данным администрации Ржевского района на 2012 год, в братской могиле у деревни Мончалово — 1607 захороненных, из них имена установлены у 819.

## Прочее
На Google Earth  (дата съемки 21.04.2014) в Мончалово виден дым и результаты весеннего пала травы.